# 風のランナー
「風のランナー」（かぜのランナー）は、日本のバンド、SunSet Swishの楽曲で、インディーズ2枚目のシングル。
公式ページでのキャッチコピーは『あの日のキミに走り出す・・・そんな懐かしい極上サンセットポップス！！』。

## 解説
表題曲は、テレビアニメ『冒険王ビィト エクセリオン』のエンディングテーマに起用され、バンド初のアニメタイアップとなった。初回仕様には、同アニメのデカラベルステッカー付き。
PVには、前作「明日、笑えるように」のタイアップ作品であったドラマ『曲がり角の彼女』の出演者であったという縁で、要潤が出演している。要は、以降「夏が来れば」まで3作品連続でPVに出演。

## 収録曲
- 全曲、編曲:坂本昌之

1. 風のランナー [5:23]
作詞・作曲：石田順三
  - テレビ東京系アニメ『冒険王ビィト エクセリオン』エンディングテーマ
  - ストリートライブ時代から演奏され、人気のあった楽曲の1つ[1]。
2. 雨のち晴れ [4:50]
作詞：冨田勇樹　作曲：石田順三

## 収録アルバム
- 『あなたの街で逢いましょう』（#1、#2）
  - どちらもアルバムバージョンでの収録。
- 『SunSet Swish 5th Anniversary Complete Best』（#1）